# Edineţ
Edineţ er en by i det nordlige Moldova med et indbyggertal på 15.520 (2014) indbyggere.